# Confédération syndicale des travailleurs de Centrafrique
La Confédération syndicale des travailleurs de Centrafrique (CSTC), est une confédération syndicale centrafricaine. Elle est affiliée à la Confédération syndicale internationale (CSI). 

## Dirigeants

### Secrétaires généraux
- Sabin Kpokolo